# 932 Hooveria
932 Hooveria este un asteroid din centura principală, descoperit pe 23 martie 1920, de Johann Palisa.